# Héros tragique
Le héros tragique est originellement un concept littéraire qui naît, dans la culture occidentale, en Grèce antique, et qui désigne le protagoniste d'une tragédie, mi-innocent, mi-coupable, sur lequel s'abat le destin. Ce concept s'est ensuite enrichi d'une dimension philosophique et religieuse.

## Le héros tragique dans la littérature

### L'analyse aristotélicienne du héros ni absolument bon et ni absolument mauvais
Aristote, dans sa réflexion sur la littérature dans la Poétique, effectue une synthèse des plus grandes tragédies, et définit le héros tragique dans sa personnalité et dans son action. Il se base notamment sur les tragédies de Sophocle et d'Euripide.
Pour lui, le héros tragique doit inspirer à la fois la peur et la pitié, et être amené à descendre de son piédestal. C'est ainsi que les grandes tragédies grecques mettent en scène des membres de familles royales ou aristocratiques. Les spectateurs doivent ressentir une pitié suggérée par l'injustice de ce qui lui arrive. C'est par exemple le cas d'Œdipe dans l'Œdipe roi de Sophocle, qui apprend qu'il a bien malgré lui été piégé par le destin, en accomplissant sans le savoir la prophétie qui voulait qu'il tue son père et se marie avec sa mère.
Le héros tragique, s'il accomplit à un moment quelque chose de monstrueux, car il est tragique, est en même temps un héros. C'est là que se niche le paradoxe du héros tragique : sans représenter le Bon de manière absolue, il est tout de même vertueux, et essaie de faire le bien. Le héros tragique est par conséquent « un homme qui sans atteindre à l’excellence dans l’ordre de la vertu et de la justice, doit, non au vice et à la méchanceté, mais à quelque faute, de tomber dans le malheur – une femme parmi ceux qui jouissent d’un grand renom et d’un grand bonheur, tels Œdipe, Thyeste et les membres illustres de familles de ce genre ». Par exemple, au début d'Œdipe roi, le personnage éponyme, noble et considéré par tous comme un bon roi, essaie de faire le bien en décidant de chasser celui qui a apporté le malheur dans le royaume ; cela le conduit cependant à découvrir qu'il est, sans l'avoir voulu, la cause de ce mal. Le héros tragique, pour Aristote, est un homme vertueux mais faillible qui commet, sans en avoir l'intention, un grand Mal.

### Le héros tragique racinien comme foyer de la disjonction des caractères
Jean Racine est l'auteur dramaturgique classique français qui a le plus réfléchi et exploité le concept de personnage tragique, qu'il applique au protagoniste, le héros. Il le conçoit toutefois de manière très différente de celle d'Aristote en ce qu'il fait du protagoniste tragique le personnage de la contradiction des caractères.
Dans Andromaque, Racine se place en rupture de toute une tradition littéraire, car il écrit le personnage de Pyrrhus non pas comme un amant parfait comme il est représenté dans les romans de l'époque, mais comme un homme contradictoire qui est à la fois amoureux et violent. Dans la première préface de sa pièce, Racine assume cette contradiction, en expliquant ne pas avoir cherché à faire de Pyrrhus un héros, qui lui serait parfait. L'antinomie de son Pyrrhus est la clef de l'interprétation du héros tragique chez lui : il est le lieu de l'association des contraires, c'est-à-dire de l'antinomie, car il est un violent amoureux. L'auteur justifie ce paradoxe en rappelant qu' « Aristote, bien éloigné de nous demander des héros parfaits, veut au contraire que les personnages tragiques, c’est-à-dire ceux dont le malheur fait la catastrophe de la tragédie, ne soient ni tout à fait bons, ni tout à fait méchants ».
Le héros tragique est pour Racine, par nature, un homme en tension entre deux caractéristiques opposées. La contradiction qui fonde le héros tragique est irréductible. Si pour Aristote, le héros tragique l'est car il se situe dans une zone grise entre le bien et le mal, du fait de l’ambiguïté qui fonde son action (il tente de faire le bien en étant à l'origine du mal, il est vertueux tout en étant, in fine, monstrueux), pour Racine, le héros tragique n'est pas un homme intermédiaire entre le bien et le mal, il est l'homme de la disjonction entre deux caractères incompatibles. 

## Le héros tragique en philosophie

### Le héros tragique en opposition au chevalier de la foi chez Kierkegaard
Le héros tragique (tragisk Helt) est l'une des illustrations fondamentales de la pensée de Søren Kierkegaard sur la question de l'éthique et de l'esthétique. Il introduit le concept dans Crainte et Tremblement.
Pour lui, le héros tragique, toujours au service de ce qui n'est pas lui-même (le public, l'extériorité), sacrifie ses intérêts propres pour les autres : « le héros tragique renonce à lui-même pour exprimer le général ». Il est ainsi soutenu par le groupe et trouve consolation de son malheur dans l'approbation générale, l'adulation et la gloire. Il n'enfreint l'éthique que pour qu'une éthique supérieure triomphe. S'il tue, c'est pour vaincre le mal, pour les intérêts supérieurs de la nation.
Le héros tragique est une figure ambigüe. Le héros tragique peut faire preuve de qualités de résistance héroïques , mais aussi commettre des actes semblant monstrueux comme le sacrifice d'Iphiégnie par Agamemnon. Cette ambiguïté intéresse Kierkegaard comme lien entre l'éthique et l'esthétique. L'ambiguïté du héros tragique est liée à l'ambiguïté de sa liberté : sa situation est en effet intermédiaire entre la pleine dépendance et la pleine liberté. Il se situe également entre la faute absolue et l'innocence parfaite. Ce n'est pas par sa seule faute que l'individu est coupable, mais aussi à cause du destin, puissance déterminante extérieure.
Kierkegaard expose différents exemples de héros tragiques. Agamemnon, lorsqu'il sacrifie sa fille Iphigénie, ou Brutus[Lequel ?], lorsqu'il sacrifie son fils, sont des héros tragiques. Mais Abraham, lorsqu'il s'apprête à sacrifier son fils sur le Mont Moriah à la suite de l'appel de Dieu, n'est pas un héros tragique. Déjà, parce que le tragique accomplit son geste assassin au profit d'une communauté socio-politique, alors qu'Abraham n'a aucune finalité de telle sorte ; ensuite, parce que la souffrance du héros tragique est perçue par la collectivité au profit de laquelle le sacrifice a lieu, alors qu'Abraham doit s'exclure du groupe humain pour effectuer le sacrifice. Enfin, Abraham est privé de toute possibilité de justifier humainement son geste (il est condamné au silence devant les hommes), alors que le héros tragique a des arguments pour justifier sa situation personnelle et politique.
Le héros tragique s'oppose au chevalier de la foi, qui, lui, n'est au service de lui-même, un intérêt personnel et privé : « le chevalier de la foi renonce au général pour devenir l'individu ». Il sacrifie l'éthique au bénéfice de sa croyance. Il éprouve une solitude absolue ; personne ne peut le comprendre puisqu'il est en rapport une intériorité incommunicable. Il ne saurait expliquer sa confiance inébranlable, mais il est convaincu d'avoir raison malgré l'apparente absurdité. Seule la divinité peut le comprendre ; c'est pourquoi il agit en silence, convaincu que sa transgression à l'éthique est un ordre s'adressant à lui seul. Il trouve consolation dans sa relation personnelle à la divinité qu'il doit taire puisqu'elle s'effondrerait aussitôt qu'une seule parole tenterait de l'exprimer. La promesse divine engage une foi absolue qui se situe au-dessus de toute explication rationnelle.

### Le héros tragique créateur de valeurs culturelles chez Bergson
Pour Henri Bergson, le héros est un créateur de valeurs culturelles. Dans Les Deux Sources de la morale et de la religion, Bergson soutient que Socrate et le Christ sont chacun des héros, car ils ont révélé à l'humanité des valeurs. Jésus Christ, par exemple, a révélé à l’humanité la valeur de la charité ; Rousseau, le sentiment de la nature.
Pour Bergson, le héros représente un style de vie, comme le saint et le sage. Il s'oppose à la vie prosaïque, et est occupé par une activité créatrice d'une fécondité particulière. Il s'oppose au saint et au sage par le fait que le saint se détache du monde et s'en abstrait, et le sage contemple, là où le héros est actif. 
Dans le cadre de sa pensée sur le théâtre, Bergson pense le héros tragique par opposition au protagoniste comique. Alors que le premier fait vibrer les spectateurs par son énergie vitale qui défie toute entropie, le second produit un effet de distanciation entre lui-même et les spectateurs. Le héros tragique est singulier ; le personnage comique est un type. Cela signifie par extension que la tragédie, c'est l'individu, qui ne peut être généralisé, là où la comédie, c'est la société, c'est le groupe. Hamlet n'est que lui-même, là où les précieuses ridicules sont en groupe, et que nous connaissons tous des Harpagon ou des malades imaginaires. 
Pierre-Aimé Touchard, dans L'Amateur du Théâtre ou la Règle du Jeu, abonde dans ce sens en remarquant une logique d'identification du spectateur au héros tragique, qui n'existe pas chez le protagoniste comique. Le héros tragique échappe aux mécanismes, aux répétitions, qui constituent le comique ; l'aventure du héros tragique est singulière, elle concerne l'humanité dans son ensemble et nous-même.